# 卡拉格普尔
卡拉格普尔（Kharagpur），是印度比哈尔邦蒙吉尔县的一个城镇。总人口26910（2001年）。

## 人口
该地2001年总人口26910人，其中男性14241人，女性12669人；0—6岁人口4811人，其中男2423人，女2388人；识字率47.49%，其中男性为54.95%，女性为39.10%。